# Triloquist
Triloquist (br: Dummy - O Boneco Assassino) é um filme estadunidense de 2008, do gênero terror/comédia, dirigido por Mark Jones.

## Sinopse
Norbert só fala através de Dummy, um boneco ventriloquista, desde que presenciou a morte da mãe. Agora ele, sua irmã e o boneco seguem para Las Vegas onde Norbert poderá se tornar um grande ventríloquo. Durante a viagem, no entanto, esse desesperado e psicótico trio mata, sequestra e foge do cerco da polícia enquanto o boneco desenvolve vida e mente própria, revelando um assustador instinto assassino.

## Elenco
- Katie Chonacas como Robin
- Paydin LoPachin como Angelina
- Rocky Marquette como Norbert
- Brian Krause como Detective